# Trichomorpha capillata
Trichomorpha capillata är en mångfotingart som beskrevs av Loomis 1964. Trichomorpha capillata ingår i släktet Trichomorpha och familjen Chelodesmidae. Inga underarter finns listade i Catalogue of Life.